# Pachycephala monacha
A Pachycephala monacha a madarak osztályának verébalakúak (Passeriformes) rendjébe és a légyvadászfélék (Pachycephalidae) családjába tartozó faj.

## Rendszerezése
A fajt George Robert Gray angol zoológus írta le 1858-ban. Szerepelt a rozsdáshasú légyvadász (Pachycephala rufiventris) alfajaként Pachycephala rufiventris monacha néven is.

## Alfajai
- Pachycephala monacha lugubris (Salvadori, 1881) - Új-Guinea középső része
- Pachycephala monacha monacha (G. R. Gray, 1858) - Aru-szigetek [2]

## Előfordulása
Új-Guinea szigetén és az Aru-szigeteken, Indonézia és  Pápua Új-Guinea területén honos. Természetes élőhelyei a szubtrópusi és trópusi síkvidéki esőerdők, ültetvények, vidéki kertek és másodlagos erdők. Állandó, nem vonuló faj.

## Megjelenése
Testhossza 16 centiméter, testtömege 24-28 gramm.

## Természetvédelmi helyzete
Az elterjedési területe nagyon nagy, egyedszáma pedig növekszik. A Természetvédelmi Világszövetség Vörös listáján nem fenyegetett fajként szerepel.